# Aubigny-en-Laonnois
Aubigny-en-Laonnois település Franciaországban, Aisne megyében. Lakosainak száma 101 fő (2022. január 1.). Aubigny-en-Laonnois Aizelles, Arrancy, Corbeny, Courtrizy-et-Fussigny, Sainte-Croix és Saint-Thomas községekkel határos.

## Népesség
A település népességének változása:
| Lakosok száma | 124  | 94   | 120  | 116  | 108  | 106  | 105  | 104  | 102  | 101  |
|               | 1968 | 1982 | 1990 | 2006 | 2013 | 2015 | 2017 | 2019 | 2020 | 2022 |